# Tácticas de caballería
Durante gran parte de la historia, los humanos han utilizado alguna forma de caballería para la guerra y, como resultado, las tácticas de caballería han evolucionado con el tiempo. Tácticamente, las principales ventajas de la caballería sobre las tropas de infantería fueron una mayor movilidad, un mayor impacto y una posición más elevada.

## Predecesores
Las tácticas de carros habían sido la base para usar el caballo en la guerra.[cita requerida] La ventaja de velocidad de la carroza fue superada por la agilidad de montar a caballo. La habilidad de los jinetes para pasar por terrenos más difíciles también fue crucial para este cambio. Los jinetes suplantaron a la mayoría de las carretas ligeras. En la guerra celta, los carros ligeros (essedum) persistieron entre las tropas montadas, por su capacidad para transportar guerreros fuertemente blindados y como plataformas de mando móviles.

## Montar y luchar a caballo
Al principio no se consideró efectivo el uso de armas a caballo, sino el uso del caballo como transporte. La "infantería montada" cabalgaba a la batalla, y luego desmontaba para luchar. Durante mucho tiempo, los jinetes y los carruajes trabajaron juntos en la caballería.
El primer caso registrado de guerreros montados son los arqueros montados de las tribus iraníes que aparecen en los registros asirios del siglo IX a. C.
Las tropas mongolas tenían un arco buryat, para poder bañar al enemigo con flechas desde una distancia segura. La puntería a caballo era mejor que en un carro que se movía, después de que se descubriera que el mejor momento para disparar era cuando todos los cascos del caballo estaban en el aire. Sin embargo, un arquero en un carro podía disparar arcos de infantería potencialmente más fuertes.
Las jabalinas eran empleadas como una poderosa arma a distancia por muchas caballerías. Eran fáciles de manejar a caballo. Se llevaban de dos a diez jabalinas, dependiendo de su peso. Las jabalinas lanzadas tienen menos alcance que los arcos compuestos, pero a menudo prevalecieron en su uso. Debido a la masa del arma, había una mayor capacidad de perforación de la armadura, y por lo tanto causaban heridas fatales con mayor frecuencia. El uso es reportado tanto para la caballería ligera como para la pesada, por ejemplo, por Numidia y la caballería ligera de los mongoles y los catafractos pesados, la caballería celta y los mamelucos durante las Cruzadas. El entrenamiento de los jinetes celtas fue copiado por los équites romanos. Un elemento significativo que aprendieron de los celtas fue el de montar a caballo para lanzar las jabalinas hacia atrás, similar al disparo parto en la arquería.
Los estribos y las espuelas mejoraron la capacidad de los jinetes para actuar con rapidez y seguridad en melé y maniobras que exigían agilidad del caballo, pero su empleo no era incuestionable; la antigua caballería de choque funcionaba bastante bien sin ellos. Los recreadores históricos modernos han demostrado que ni el estribo ni la silla de montar son estrictamente necesarios para el uso efectivo de la lanza, refutando así una creencia muy extendida hasta ahora. El libre movimiento del jinete a caballo era muy apreciado por la caballería ligera para disparar y luchar en todas las direcciones, y los contemporáneos consideraban que los estribos y las espuelas inhibían este propósito. La caballería ligera andaluza se negó a emplearlos hasta el siglo XII, y tampoco fueron utilizados por los turcópolos bálticos de la Orden Teutónica en la Batalla de Liegnitz (1241).
Un ejemplo de armas combinadas y la eficiencia de las fuerzas de la caballería fueron los mongoles medievales. Importante para su tiro con arco de caballo era el uso de estribos para que el arquero se pusiera de pie mientras disparaba. Esta nueva posición les permitía usar arcos de caballería más grandes y fuertes que el enemigo.

### Tácticas de caballería ligera y media con arcos
Los ejércitos de arqueros a caballo podían cubrir a las tropas enemigas con flechas desde la distancia y nunca tenían que entrar en combate de cerca. Los enemigos más lentos sin armas efectivas de largo alcance a menudo no tenían ninguna oportunidad contra ellos. Fue así como la caballería del Imperio Parto destruyó las tropas de Craso (53 a. C.) en la batalla de Carras. Durante sus incursiones en Europa Central y Occidental durante los siglos IX y X, los arqueros a caballo magiares sembraron el terror en Francia Occidental y la Francia Oriental; una oración de Módena pide de sagittis Hungarorum libera nos, domina ("De las flechas de los húngaros, líbranos, Señor")
Otra táctica bastante popular fue conocida como "lluvia de flechas". Los persas sasánidas y los mamelucos eran los principales defensores de la idea, aunque la caballería musulmana de la India también era conocida por utilizarla en la batalla. Se trataba de una línea de caballeros bastante bien armados (a menudo a caballo blindado) que se situaban en una línea estática en masa, o avanzaban en una formación ordenada a pie mientras perdían sus flechas lo más rápidamente posible. Era muy efectiva contra enemigos inestables que fácilmente se podían desconcertar al ver una vasta nube de flechas lloviendo sobre ellos; sin embargo, un enemigo provisto de buena armadura y disciplina a menudo sería capaz de resistir, al menos temporalmente, contra la andanada. Un ejemplo de ello son los relatos de Procopio sobre las guerras de Belisario contra los sasánidas, en los que afirma cómo la caballería bizantina se enfrentó a sus homólogos persas en duelos masivos de tiro con arco. Los persas soltaron sus flechas con mucha más frecuencia, pero como sus arcos eran mucho más débiles, no hicieron mucho daño en comparación con los arcos romanos más fuertes.
La gran debilidad de los arqueros a caballo era su necesidad de espacio y su equipo ligero (comparado con la caballería pesada contemporánea). Si se veían obligados a luchar en combate cuerpo a cuerpo contra enemigos mejor armados, normalmente perdían. Además, no eran aptos para participar en asedios. Por ejemplo, aunque salieron victoriosos en el campo de batalla, los mongoles originalmente no habían podido tomar las ciudades fortificadas de China hasta que lograron capturar y reclutar los servicios de los ingenieros de asedio islámicos. Posteriormente, los mongoles no lograron retomar Hungría en 1280 después de que los húngaros se centraran más en la caballería pesada y la construcción de castillos de Europa Occidental. Las buenas tropas de caballería necesitaban mucho entrenamiento y muy buenos caballos. Muchos pueblos que se dedicaban a esta forma de caballería clásica, como los húngaros y mongoles, prácticamente vivían a caballo.
La Batalla de Dorilea (1097) durante la Primera Cruzada se evidenciaron las ventajas y desventajas de los arqueros a caballo; los grupos de jinetes del sultán selyúcido, Kilij Arslan I, fueron capaces de rodear un ejército de cruzados y dispararles a distancia. De repente, llegaron refuerzos bajo el mando de Godofredo de Bouillon, y los propios selyúcidas fueron rodeados. Ya no podían escapar y fueron aniquilados en combate cercano. La derrota de los selyúcidas en Dorilea fue tan completa que los cruzados cruzaron Anatolia prácticamente sin oposición.

### Tácticas de caballería pesada con lanzas

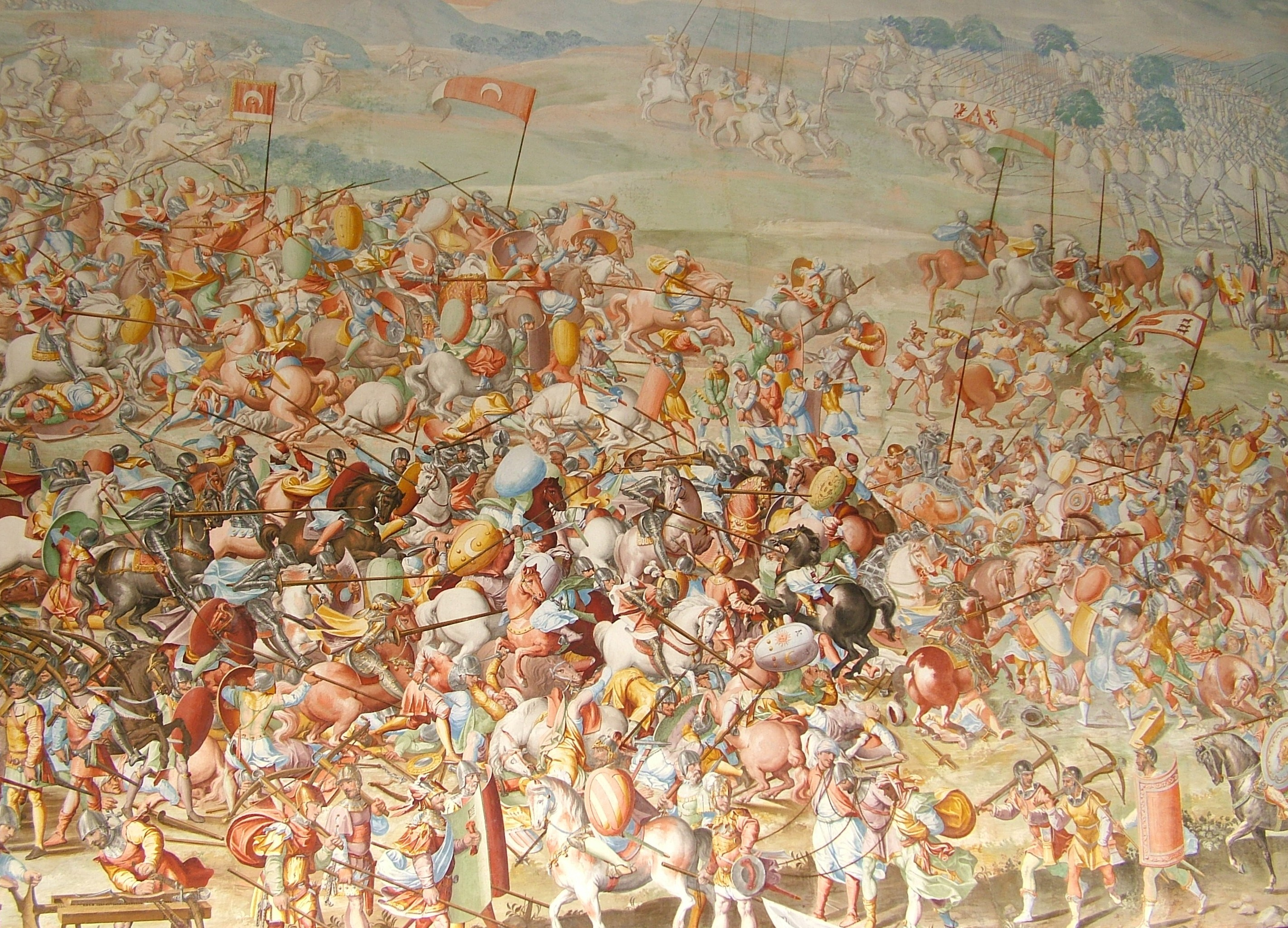
Batalla de la Higueruela (1431) entre Juan II de Castilla y Muhammad IX, sultán nazarí de Granada

Los caballeros europeos medievales atacaron de varias maneras diferentes, implementando tácticas de choque si es posible, pero siempre en formaciones de varios caballeros, no individualmente. Para la defensa y la melé una formación de jinetes estaba lo más apretado posible uno al lado del otro en una línea. Esto impedía que su enemigo cargara, y también que los rodeara individualmente. El método de carga más devastador era cabalgar en una formación más suelta y rápido en el ataque. Este ataque era a menudo protegido por ataques simultáneos o poco antes de distancia de arqueros o ballesteros. El ataque comenzaba a una distancia de unos 350 metros y tardaba unos 15-20 segundos en cruzar la distancia efectiva del arma de largo alcance contemporánea. Un elemento más importante, y que no se dominaba fácilmente, era mantenerse en una línea con espacios fijos mientras se aceleraba y se tenía la máxima velocidad en el impacto. A menudo los caballeros venían en varias oleadas, siendo la primera la mejor equipada y blindada. La lanza como arma principal atravesaba al enemigo. Si un soldado enemigo era alcanzado a todo galope por una lanza de caballero en la axila, era lanzado hacia atrás con tal ímpetu que derribaba a varios de sus compatriotas, y la mayoría de las veces era asesinado; en algunos casos, la lanza incluso atravesaba al hombre y mataba o hería al soldado que estaba detrás de él. Las pesadas lanzas se soltaban después del ataque y la batalla continuaba con armas secundarias (espadas, hachas o mazas, por ejemplo).
Los persas desplegaron sus catafractos en formaciones mixtas con arqueros ligeros en las filas traseras, apoyando la carga con flechas. La caballería pesada mongola mejoró el efecto de la carga fijando ganchos a sus lanzas para derribar a los enemigos cuando se desviaban. Normalmente, empleaban una formación de dos filas de profundidad de caballería pesada cargando al enemigo. Estaban apoyados por tres filas de caballería ligera, que hacían rápidos disparos de cerca con flechas pesadas que rompían las armaduras. La caballería china y los samuráis a menudo usaban armas de fuego. Ambos manejaban sus armas principales al estilo asiático de dos manos. Este método de ataque de carga era muy efectivo, pero dependía mucho del terreno favorable en el campo de batalla elegido.[cita requerida]
Muchos caballeros durante las batallas medievales lucharon a pie. Los ataques se llevaban a cabo a caballo solo en condiciones favorables. Si la infantería enemiga estaba equipada con armas de fuego y luchaba en formaciones estrechas, no era posible cargar sin grandes pérdidas. Una solución bastante común a esto era que los hombres de armas desmontaran y atacaran al enemigo a pie, como la forma en que los caballeros escoceses desmontaban para endurecer el schiltron de la infantería o la combinación inglesa de arqueros largos con hombres de armas desmontados en la Guerra de los Cien Años. Otra posibilidad era hacer un farol en un ataque, pero dar la vuelta antes del impacto. Esto tentó a muchos soldados de infantería a ir en la persecución, dejando su formación. La caballería pesada se dio la vuelta de nuevo en esta nueva situación y cabalgó por la infantería dispersa. Tal táctica fue desplegada en la Batalla de Hastings (1066).
Una mejora adicional de la capacidad de combate fue el uso de reservas de infantería bien armadas durante las batallas de caballería a caballo. Después de algún tiempo, la batalla a menudo se dividía en varios grupos pequeños, con espacio entre ellos, y ambos bandos se agotaban. Entonces, una carrera de infantería podía concentrarse en objetivos seleccionados y derrotar al enemigo. La infantería también ayudaba a los caballeros a remontar en la batalla y ayudaba a los heridos.

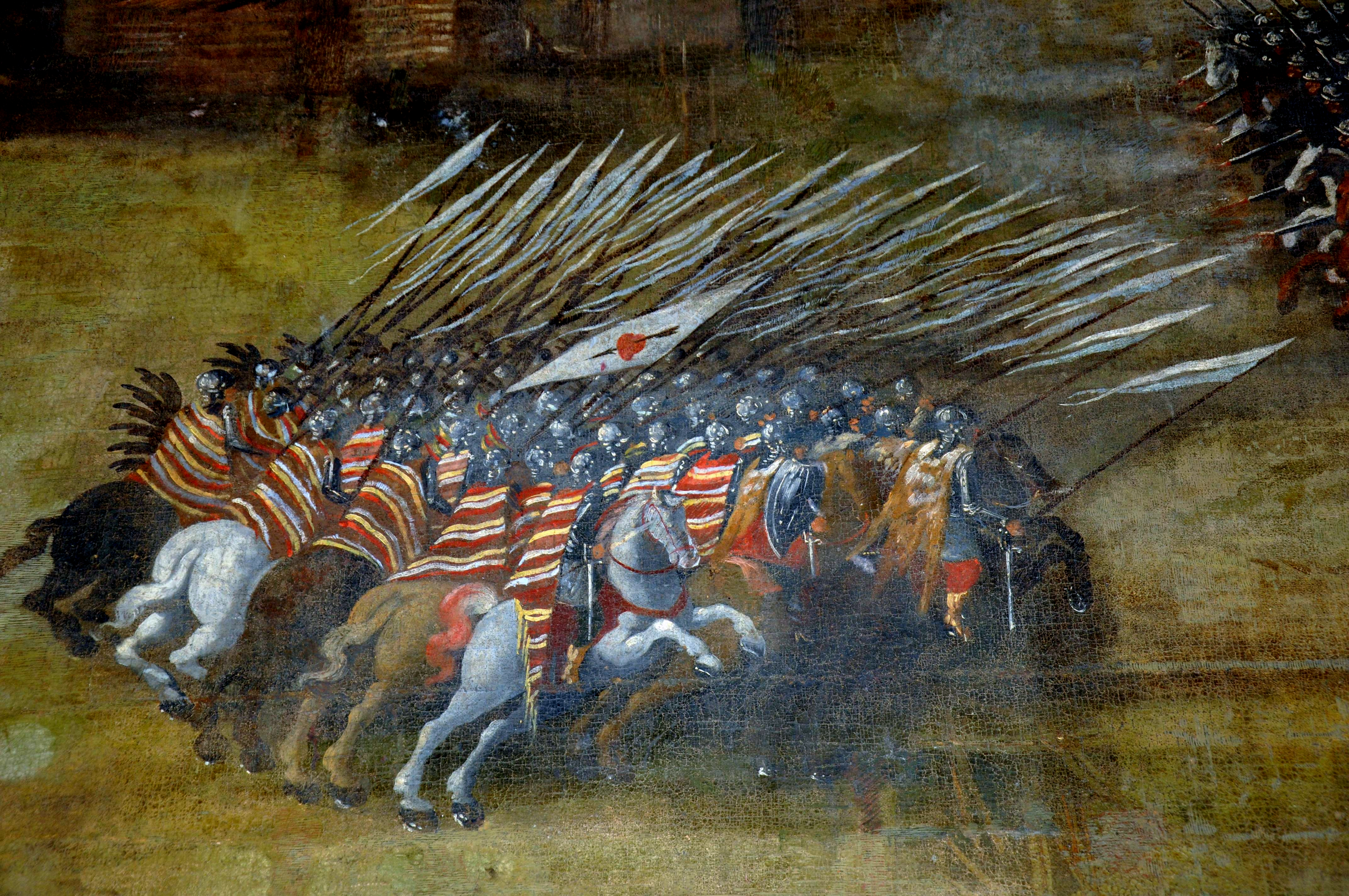
Formación de húsares polacos en la batalla de Klúshino 1610 - pintura de Szymon Boguszowicz 1620

La táctica de batalla principal de los húsares polacos-lituanos era la carga. Llevaban la carga al enemigo y a través de él. La carga comenzó a un ritmo lento y en una formación relativamente suelta. La formación se fue acelerando y cerrando filas al acercarse al enemigo, y alcanzó su ritmo más alto y la formación más cercana inmediatamente antes del combate. Los enemigos se acercaron a la formación más cercana y alcanzaron su mayor velocidad inmediatamente antes del combate, repitiendo la carga varias veces hasta que la formación enemiga se rompió (tenían carros de suministro con lanzas de repuesto). La táctica de la carga con húsares y caballos fuertemente blindados fue efectiva durante casi dos siglos. Los húsares luchaban con lanzas largas (la lanza de un húsar solía medir entre 4,5 y 6,20 metros de longitud), un koncerz (espada punzante), un szabla (sable), una o dos pistolas y a menudo con una carabina o un arcabuz, conocido en polaco como bandolet. Los húsares alados llevaban también otras armas, como un martillo de guerra de tipo nadziak y hachas de batalla. La silla de montar, más ligera y de estilo turco, permitía que tanto los caballos como los guerreros utilizaran más armadura. Además, los caballos fueron criados para correr muy rápido con una carga pesada y para recuperarse rápidamente. Esto se consiguió criando viejos caballos polacos con caballos orientales, generalmente de tribus tártaras. Como resultado, estos caballos podían caminar cientos de kilómetros, cargados con más de 100 kilogramos y todavía ser capaces de cargar en un instante. Además, los caballos de húsares eran muy rápidos y maniobrables. Esto permitía a los húsares luchar con cualquier fuerza de caballería o infantería, desde los pesados kissaiers occidentales, hasta los rápidos tártaros. Fueron ampliamente considerados como la caballería más poderosa del mundo. En las batallas de Lubiszew en 1577, Byczyna (1588), Kokenhausen (1601), Kircholm (1605), Klúshino (1610), Chocim (1621), Martynów (1624), Trzciana (1629), Ochmatów (1644), Beresteczko (1651), Połonka (1660), Cudnów (1660), Chocim (1673), Lwów (1675), Viena (1683) y Párkány (1683), los húsares polaco-lituanos resultaron ser el factor decisivo, a menudo en contra de las probabilidades abrumadoras. Por ejemplo, en la batalla de Klúshino, durante la guerra polaco-muscovita, los rusos y los suecos superaron al ejército de la Mancomunidad Polaco-Lituana en número de cinco a uno, y sin embargo fueron sólidamente derrotados.

### Tácticas de la caballería pesada usando armas de distancia

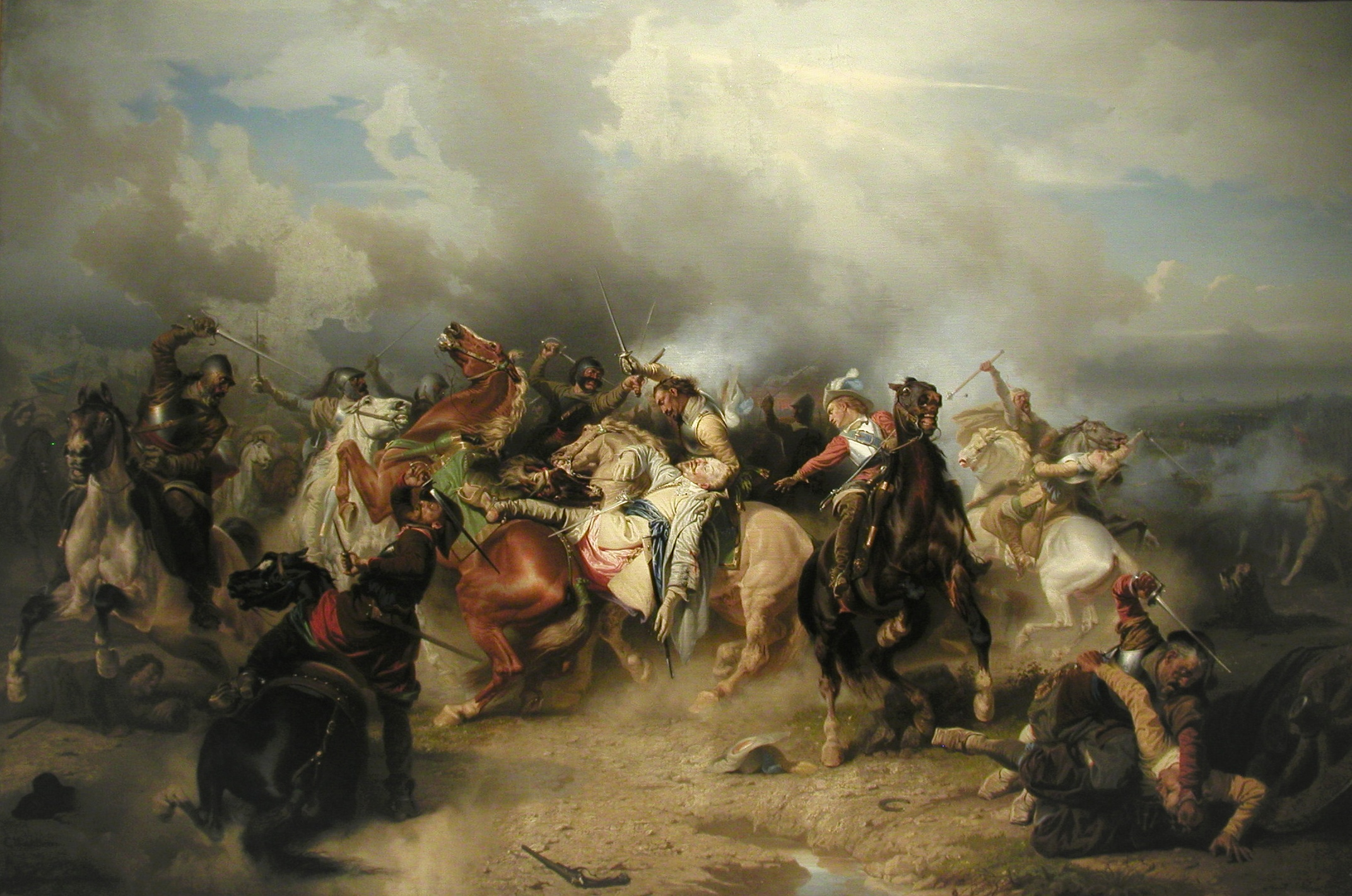
La muerte del rey Gustavo II Adolfo el 16 de noviembre de 1632, en la batalla de Lützen

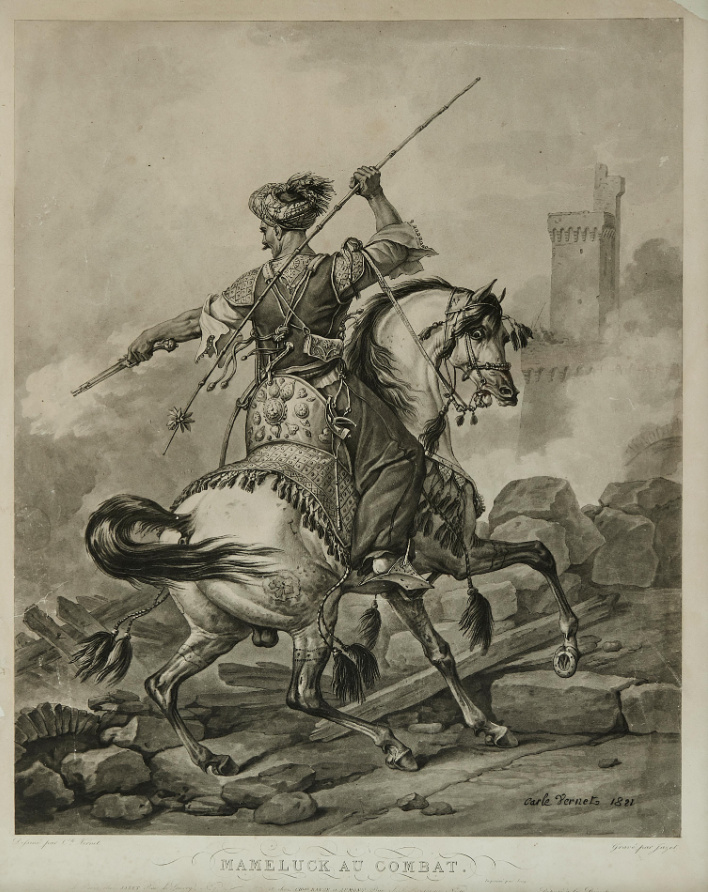
Un mameluco otomano, de 1810

Los intentos de integrar las armas de distancia y la caballería pesada fueron, por ejemplo, realizados por los griegos y los persas, equipando su caballería más pesada con jabalinas y arcos. Antes de cargar, el enemigo se debilitaba por los repetidos ataques con misiles de la combinación de la caballería ligera y la caballería pesada (catafractos). Este sistema táctico fue adoptado por los romanos, como lo demuestra la presencia de una unidad "equites sagittarii clibanarii" en el Notitia Dignitatum, y pasó al repertorio táctico de sus sucesores bizantinos.
Un enemigo que podía atacar y retirarse repentinamente usando tácticas de guerra de guerrillas era un problema serio para la caballería pesada. Por lo tanto, era importante tener suficiente caballería ligera para apoyar a las unidades montadas más pesadas.
Como se mencionó anteriormente, la caballería pesada con lanzas siempre estaba apoyada por unidades de combate a distancia. Podían ser arqueros fuertemente acorazados, como catafractos o clibanarii con arcos, que avanzaban junto con la caballería de carga. Esta caballería armada con arcos podía perder sus flechas al avanzar en las primeras fases de su carga con la intención de debilitar y desmoralizar la formación enemiga antes del momento de la conmoción, posiblemente en el estilo de tiro de ducha. Mientras que el enemigo era capaz de contrarrestar con medidas iguales de combate a distancia, los arqueros a caballo a menudo llevaban equipo de protección, por lo que el cambio de caballería ligera a caballería pesada no siempre está claro y parece que en los casos en que formaban el segundo rango de carga. Una táctica similar de escaramuzadores pesados se desarrolló en la Europa Medieval tardía, empleando la ballesta más fácil de manejar. Los asaltos frontales de la caballería pesada se consideraron ineficaces contra formaciones de lanceros o piqueros combinados con ballesteros o arqueros de arco largo. La mayoría de los caballeros llevaban armaduras que podían ser penetradas por las ballestas contemporáneas a corta distancia. Esto dio lugar al desarrollo de nuevas tácticas de caballería, en las que los caballeros y los mercenarios montados, desplegados en profundas cuñas triangulares, con los hombres más fuertemente acorazados (especialmente aquellos capaces de permitirse caballos acorazados) se desplegaban en las primeras filas. Para aumentar su efecto, parte de la formación llevaría pequeñas y poderosas ballestas totalmente metálicas propias. Estas ballesteras montadas podrían salir de las filas traseras para proporcionar una pantalla de escaramuza o un bombardeo preliminar de virotes.
Más tarde, el panorama táctico se caracterizó por la presencia de arcabuceros, mosqueteros y piqueros, desplegados en formaciones de armas combinadas y enfrentados a pistolas de fuego o carabinas de la caballería. Una de las tácticas de la caballería empleada en tales encuentros fue la Carga en Caracol, desarrollado a mediados del siglo XVI en un intento de integrar las armas de pólvora en las tácticas de la caballería. Equipados con una o dos pistolas de ruedas, los caballeros avanzaban sobre su objetivo a menos de un galope. A medida que cada rango se acercaba a su alcance, los soldados se daban la vuelta, descargaban sus pistolas en el objetivo, se retiraban para recargar y luego repetían la maniobra. Al principio, tenían una ventaja en potencia de fuego, pero la potencia de fuego de la infantería eventualmente aumentaba. Con la invención de la bayoneta, la pantalla de lucio contra las cargas también podía convertirse en un rango de soldados que disparaban. Esta táctica fue acompañada por la creciente popularidad de los reiters alemanes en los ejércitos europeos desde aproximadamente 1540, o equipados de forma similar, pero normalmente con un armamento más ligero, el hakkapeliitta. Sus armas principales eran dos o más pistolas y una espada; al principio, la mayoría llevaba una armadura de tres cuartos, aunque con el paso del tiempo esto se redujo a un casco y una coraza sobre un abrigo de cuero; a veces también llevaban un largo arma de fuego de caballería conocida como arcabuz o carabina (aunque este tipo de jinetes pronto se consideró como una clase separada de caballería).
Los historiadores modernos consideran que la Carga en Caracol como un sistema táctico que, en última instancia, resultó ser ineficaz. Sacrificó las ventajas de la caballería en cuanto a velocidad y movilidad, mientras que también dejó a los soldados a caballo en desventaja frente a la infantería masiva equipada con armas más pesadas y de mayor alcance. El Carga en Caracol dio paso al apoyo de la artillería cercana, desplegada para romper las formaciones de infantería y obligar a los soldados de a pie a dispersarse, de modo que la caballería recuperara su ventaja en el combate cuerpo a cuerpo. Los escritores contemporáneos no parecían haber usado el término "Carga en Caracol" en su sentido moderno; John Cruso, por ejemplo, lo explicó como una maniobra por la que una formación de coraceros recibía la carga del enemigo separándose a ambos lados, y luego cargando de vuelta a los flancos del enemigo sobreextendido.
Algunos historiadores asocian la desaparición de la Carga en Caracol con el nombre de Gustavo Adolfo de Suecia (1594-1632). Consideraba que la técnica era bastante ineficaz y prohibió su uso a los regimientos de caballería en Suecia. Sin embargo, definitivamente no fue el primer comandante militar que despidió la Carga en Caracol; François de la Noue, en su relato de su servicio bajo Enrique IV de Francia, mencionó que la caballería protestante armada con pistolas usaba sus armas de forma muy parecida a las espadas o lanzas muy largas, cargando ferozmente contra la formación enemiga antes de descargar las pistolas a quemarropa (o incluso poniendo la boca de la pistola directamente contra la armadura del oponente antes de disparar). Hay razones para creer que los suecos fueron influenciados por las ideas de Enrique IV, ya sea directamente o a través de la mediación holandesa - especialmente por la agencia de oficiales suecos que sirvieron en los Países Bajos, como Jacob De La Gardie.

### Contra-táctica de Infantería
Contra la caballería ligera con arcos y jabalinas
Era imposible para la infantería enfrentarse a la caballería ligera con arcos o jabalinas en un combate cuerpo a cuerpo en el suelo que no obstaculizara seriamente el movimiento de la caballería. El único recurso para el enfrentamiento eran las armas de misiles en el combate a distancia. En este caso, tanto la caballería como la infantería lucharon solo en un intercambio de misiles. Mientras que la infantería puede ser considerada estática en comparación con la caballería, su propia protección, el daño que sus misiles causarían y la tasa de impacto eran importantes.
Por ejemplo, en el preludio de la Batalla de Mohi, los ballesteros, protegidos por paveses, atacaron a la caballería ligera mongola, resultando en una derrota táctica de esta unidad mongola, aunque los mongoles ganaron la batalla en general.
La defensa de tales unidades de combate a distancia era importante, ya que la caballería siempre podía cambiar de rol y comprometer a la infantería de combate a distancia (a menudo hostigadores con armadura ligera) en combate cuerpo a cuerpo.
Contra la caballería pesada con lanzas
El arco largo y la ballesta pudieron contrarrestar el dominio de los caballeros montados en el campo de batalla. Aunque los caballeros de la Edad Media a menudo luchaban a pie o al menos evitaban los inútiles ataques frontales, ocurrió varias veces que los ejércitos caballerescos dirigían las cargas en obediencia a su ideal guerrero solo para encontrarse con el desastre. En Crécy (1346) y Poitiers (1356), los caballeros franceses sufrieron fuertes bajas contra los arqueros galeses/ingleses. La capacidad de mantener varias flechas en el aire en un momento dado fue una importante ventaja del arquero medieval. Así, mientras que una carga de caballería seguía un estricto patrón de aceleración (400 metros en 2 minutos, galopar solo en los últimos 150 metros) desde una distancia más allá del alcance efectivo de los misiles, una vez que se encontraban dentro del alcance podían recibir una lluvia de flechas que podían herir gravemente tanto al caballo como al jinete. Sin embargo, la infantería ligera sin apoyo y los arqueros no podrían causar suficientes bajas a una fuerza de caballería, si estuviera cargando a través de un terreno adecuado, para inclinar las probabilidades a su favor en el siguiente combate cuerpo a cuerpo. Por lo tanto, siempre era aconsejable que las tropas de misiles lucharan en un terreno desventajoso para las cargas de la caballería, y con la infantería pesada de apoyo cerca.
Las lanzas (picas) de los escoceses y los suizos eran usados como arma defensiva contra la caballería. Los guerreros se erguían en formaciones apretadas como una antigua falange, con el extremo de sus picas incrustado en el suelo, presentando una enorme pared de púas. En la batalla contra los escoceses, los caballeros ingleses demostraron ser tan estrechos de miras como sus homólogos franceses, empleando la clásica carga de caballería a pesar del nuevo desafío de la pica escocesa. En las batallas del Puente de Stirling  (1297) y Bannockburn (1314) fueron derrotados por los escoceses. Mientras que los ingleses imitaron esta táctica con éxito contra los franceses, los suizos la perfeccionaron. A pesar de las lanzas más largas para los caballeros, esta formación era ahora casi impenetrable. Los piqueros con armas blancas siguieron siendo una parte importante de los ejércitos durante la Guerra de los Treinta Años. Las tácticas que se utilizaron posteriormente contra esta formación incluyeron maniobras de táctica de caracol con armas de distancia. Sin embargo, una fuerza de caballería bien entrenada podía flanquear a una fuerza de piqueros enemigos en terreno llano y triunfar. Los caballeros más selectos, con las mejores armaduras, inmensas proezas y caballos extremadamente bien entrenados, podían cargar contra formaciones de picas y aún, aunque apenas, mantenerse en pie, a veces incluso triunfando; sin embargo, el costo de levantar y mantener tales tropas era enorme y poco práctico cuando se consideraban opciones alternativas a la carga frontal.
Los lanceros necesitaban un terreno duro y llano y suficiente espacio para el ataque. Un enemigo inteligente evitaba la batalla en terreno abierto y prefería terrenos pantanosos, montañosos o arbóreos para la batalla. Los generales romanos posteriores fueron capaces de derrotar a las catafractos partos asegurando sus flancos, los escoceses lo hicieron en Bannockburn y Stirling, y en casi todas sus guerrillas luchando contra los ingleses, al igual que los galeses en gran medida. Los suizos derrotaron a los caballeros austriacos en la batalla de Morgarten (1315) atacando al ejército caballeresco en un lugar estrecho entre una cuesta y un pantano. Los campesinos de Dithmarschen se enfrentaron en 1500, en Hemmingstedt, al ejército del rey danés. Abrieron los diques e inundaron el país. Si el terreno no estaba bien preparado para un ataque de la caballería, los caballeros a menudo luchaban a pie y utilizaban sus lanzas como picas.

### Nuevas tácticas de caballería ligera e infantería montada
Con el aumento de la potencia de fuego y la falta de protección suficiente, el papel de la caballería en el campo de batalla se redujo lentamente. La caballería ligera con armas de fuego podía devolver el fuego, pero la puntería desde una plataforma en movimiento no era tan buena como para la infantería. Así que lo más importante para la caballería era la capacidad de atacar rápidamente a la caballería enemiga o a la infantería dispersa con lanzas y sables. La velocidad reducía el tiempo vulnerable a los disparos, pero aun así las formaciones cerradas se volvían imposibles de derrotar. Esta táctica fue una sorprendente sorpresa de la caballería ligera mongola en la batalla del río Kalka. La alternativa era usarlos como dragones, llegando rápidamente a sus posiciones, desmontando y luchando como la infantería, a menudo con armas de proyectiles. Esta forma de lucha había comenzado en Europa al menos en el siglo XIII con arqueros de arco largo y ballesta montados, pero también fue empleada por los mongoles con sus arcos largos buriatos.

## La caballería en la guerra moderna
La caballería aparece en la guerra moderna con los caballeros que conservan las misiones de la caballería ligera. La mecanización y la motorización han cambiado las monturas de los caballos a los vehículos de oruga y de ruedas, pero las misiones de reconocimiento y de seguridad siguen siendo las mismas. La caballería pesada, como tal, tiene su papel de efecto de choque cumplido por los tanques.
La Caballería Aérea es un término del Ejército de los Estados Unidos que se refiere a las unidades equipadas con helicópteros que llevan a cabo misiones de reconocimiento, seguridad y economía de la fuerza. El término y la designación de la unidad propiamente dicha solo se refiere a aquellos escuadrones (es decir, organizaciones a nivel de batallón), y algunas tropas independientes (es decir, compañías), afiliadas a regimientos históricos de Caballería de los EE. UU., que realizan la misión tradicional de caballería. Después de Vietnam, también existió una organización independiente de caballería aérea del tamaño de una brigada, la 6ª Brigada de Combate de Caballería Aérea.
Los escuadrones de caballería aérea consistían en tres tropas de caballería aérea, una de caballería blindada y una de cuartel general y otra de cuartel general. Las tropas de caballería aérea consistían en un pelotón de exploradores aéreos, un pelotón de armas aéreas, un pelotón de rifles aéreos, un pelotón de servicio y un pelotón de cuartel general y operaciones. La tropa estaba comandada por un comandante, con un capitán como oficial ejecutivo, y un sargento primero de la tropa. Cada pelotón estaba comandado por un capitán con un teniente como comandante asistente de pelotón/líder de sección y un sargento de primera clase como sargento de pelotón.
El pelotón de aeroexploración estaba compuesto por 10 helicópteros de exploración OH-6A Cayeuse o (más tarde) 10 helicópteros de exploración OH-58A Kiowa, nominalmente divididos en dos secciones de cinco cada una. En la práctica, los "scouts" normalmente operaban en equipos de dos (llamados equipos blancos) o se acoplaban a un equipo de cañoneras para formar un equipo de cazadores-asesinos llamado "equipo rosa".
El pelotón de armas aéreas estaba formado por nueve "hogs" UH-1C Iroquois "Huey" (cañoneras) o (más tarde) AH-1G HueyCobras, divididos en dos secciones de cuatro y la aeronave del comandante del pelotón. Los cañoneros operaban en equipos de dos o tres (llamados equipos rojos) o, más a menudo, operaban con los exploradores como un equipo rosa.
El pelotón de fusileros aéreos consistía en una "sección de elevación" de cinco "slicks" de UH-1D/H y una "sección de fusileros" de tres escuadrones de infantería ligera de nueve hombres dirigidos por un teniente de infantería. Los "slicks" transportaban a los escuadrones de fusileros para insertarlos y extraerlos mientras realizaban el reconocimiento terrestre, los puestos de observación/escucha tripulados o proporcionaban seguridad terrestre según fuera necesario. Un equipo de aviones de "levantamiento" (tantos como se necesiten para llevar el número de infantería para la misión, pero generalmente por lo menos dos para un escuadrón más armas, municiones, agua, raciones y equipo) se llamaba "equipo azul" y casi siempre era dirigido por al menos un explorador y escoltado por al menos un buque de guerra. Estas combinaciones de equipos UH-1, OH-6/OH-58, AH-1 se llamaban "equipos púrpuras".
El pelotón de servicio consistía en un cuartel general del pelotón, una sección de mantenimiento de aeronaves y una sección de suministro. A cada sección se le asignaba un UH-1D/H para apoyar su función, pero en la práctica ambas aeronaves (así como el UH-1 del comandante de los contingentes, asignado nominalmente al cuartel general de los contingentes) eran controladas por la sección de elevación del pelotón de fusileros aéreos y se rotaban en la combinación de aeronaves disponibles según lo dictaban los requisitos de mantenimiento y de la misión. De conformidad con la doctrina de la aviación del ejército de los Estados Unidos, los jefes de las tripulaciones (técnicos de mantenimiento de la aviación alistados) se asignaban a los pelotones de vuelo y realizaban el servicio diario y el mantenimiento básico de las aeronaves; la sección de mantenimiento de las aeronaves se encargaba del mantenimiento más amplio y requería inspecciones periódicas. La sección de suministros se encargaba del apoyo individual y organizativo en materia de suministros y supervisaba el servicio de las aeronaves (combustible, armas y municiones), así como coordinaba los comedores adjuntos (comedores de campaña) y los servicios médicos de campaña.
Por último, el cuartel general y la sección de operaciones consistían en el cuartel general de la tropa y la sección de operaciones que comandaba la tropa, planificaba las operaciones, despachaba las aeronaves, proporcionaba apoyo de comunicaciones y operaba el centro de operaciones tácticas (COT) sobre el terreno.

## Elefantes de guerra
La caballería de los elefantes apareció por primera vez hace tres mil años, simultáneamente en la civilización védica de la India y en China. Las hembras de elefante asiático fueron utilizadas, a veces en pequeños grupos, a veces en vastos regimientos de miles de animales en el siglo XIII, principalmente para producir un efecto táctico de "choque y asombro" en el campo. Además, los animales grandes proporcionaban plataformas elevadas desde las que los arqueros podían lanzar flechas al enemigo y desde las que los generales podían observar la batalla.
El efecto psicológico de los elefantes de guerra era a menudo su principal uso táctico. Después de encontrarse con la caballería de los elefantes en la Batalla del Hidaspes, las tropas de Alejandro Magno se amotinaron y se negaron a seguir avanzando hacia la India. Sin embargo, los animales a menudo no se podían rastrear en la batalla, y cuando se enfrentaban a oponentes decididos, a menudo huían y pisoteaban a su propia infantería en su huida.
La caballería a caballo desarrolló tácticas de tent pegging para hacer frente a la caballería elefante. Si mantenían su valor frente a las monturas más grandes, la caballería a caballo podía derrotar a la caballería de los elefantes, especialmente moviéndose a cuartos cercanos y atacando las vulnerables patas de los elefantes. Los mongoles soltaban flechas a las patas y pies de sus enemigos hasta que los elefantes corrían y pisoteaban a su propio ejército.

## Dromedario y caballería de camellos
Junto con los elefantes, los camellos eran los animales más altos y pesados disponibles para la caballería. No son ni tan ágiles ni tan rápidos como los caballos. Su uso como animales de monta, reportado en la batalla de Qarqar, fue más frecuente que el de los caballos en la antigüedad. Su ventaja era que mientras estaban de pie, un arquero a caballo podía apuntar y disparar con un arco fuerte desde detrás de una formación de infantería. Los camellos equipados con pequeños cañones dieron a las tropas afganas una ventaja durante la tercera batalla de Panipat. Otra ventaja era su efecto sobre los caballos, si los caballos nunca antes se habían encontrado con los camellos. En la batalla de Pterium, la experimentada caballería lidia tuvo que luchar repentinamente con sus caballos entrando en pánico, al intentar enfrentarse a un ataque de jinetes dromedarios. El efecto psicológico de los soldados mejor entrenados y más confiables siendo invadidos por la confusión decidió la batalla. Las principales potencias de Europa, África y Asia se preparaban para enfrentarse a esta guerra. No se sabe si después de este incidente los caballos de guerra estaban preparados para enfrentarse a los camellos y dromedarios.